# Núria Espert
Núria Espert, född 11 juni 1935 i L'Hospitalet de Llobregat, en förstad till Barcelona, är en katalansk skådespelare och teaterregissör.

## Biografi
Núria Espert började tidigt spela teater och som 16-åring spelade hon Julia i William Shakespeares Romeo y Julieta (Romeo och Julia) i Barcelona. Hennes genombrott som skådespelare kom när hon som nittonåring hoppade in i titelrollen i Euripides Medea på Teatre Grec i Barcelona 1954. 1971 spelade hon titelrollen i Federico García Lorcas Yerma på Teatro de la Comedia i Madrid, en föreställning som spelades över 2 000 gånger och som gick ut på en fyra år lång turné till bland annat London, Paris, New York, Philadelphia, Los Angeles, San Francisco, Buenos Aires, Mexico City, Tokyo och Moskva. 1979-1981 ingick hon i den kollektiva konstnärliga ledningen för Centro Dramático Nacional i Madrid. Hennes debut som regissör kom 1986 när Lyric Theatre i Hammersmith, London bjöd in henne att regissera Lorcas The House of Bernarda Alba (Bernardas hus) med Glenda Jackson och Joan Plowright i de bärande rollerna. Uppsättningen blev en stor framgång och flyttades till West End och ledde till att hon fick en internationell karriär som regissör av teater och opera. Året därpå debuterade hon som operaregissör på Royal Opera House i Covent Garden i London med Madame Butterfly av Giacomo Puccini. Därefter har hon bland annat regisserat opera på Teatro Real i Madrid, Théâtre Royal de la Monnaie i Bryssel, Los Angeles Opera, Oper Frankfurt, Gran Teatre del Liceu i Barcelona och The Israeli Opera i Tel Aviv. Under 1990-talet återkom hon som skådespelare till Spanien och började åter också spela på katalanska på initiativ av regissören Josep Maria Flotats på Teatre Nacional de Catalunya där hon 1997 spelade i La gavina (Måsen) av Anton Tjechov. 2014 blev hon internationellt uppmärksammad för titelrollen som El rey Lear (Kung Lear) i Shakespeares pjäs i regi av Lluís Pasqual på Teatre Lliure i Barcelona. Redan 1969 var hon den första kvinnliga skådespelare i Spanien som spelade Hamlet. Bland den mängd utmärkelser hon tilldelats kan nämnas Premios Princesa de Asturias 2016.